# カンピオナート・ベレッティ
カンピオナート・ナツィオナーレ・ダンテ・ベレッティ(Campionato Nazionale Dante Berretti)は、イタリアのプロサッカーリーグであるレガ・カルチョに所属するクラブのユースチームによって構成されるサッカーリーグである。
このリーグは基本的にセリエC1とセリエC2に所属しているクラブの20歳以下のユースチームが参加する。ただし、申請した上で許可が下りればセリエAやセリエB、セリエDに所属するクラブのユースチームも参加可能である。実際、セリエAやセリエBのクラブが19歳以下のチームを参加させることが多い。そのため、通常のセリエCからのチームのチャンピオンを決める他に、その他のリーグからのチームによるチャンピオンも決めている。